# Championnats du monde de karaté juniors et cadets 2005

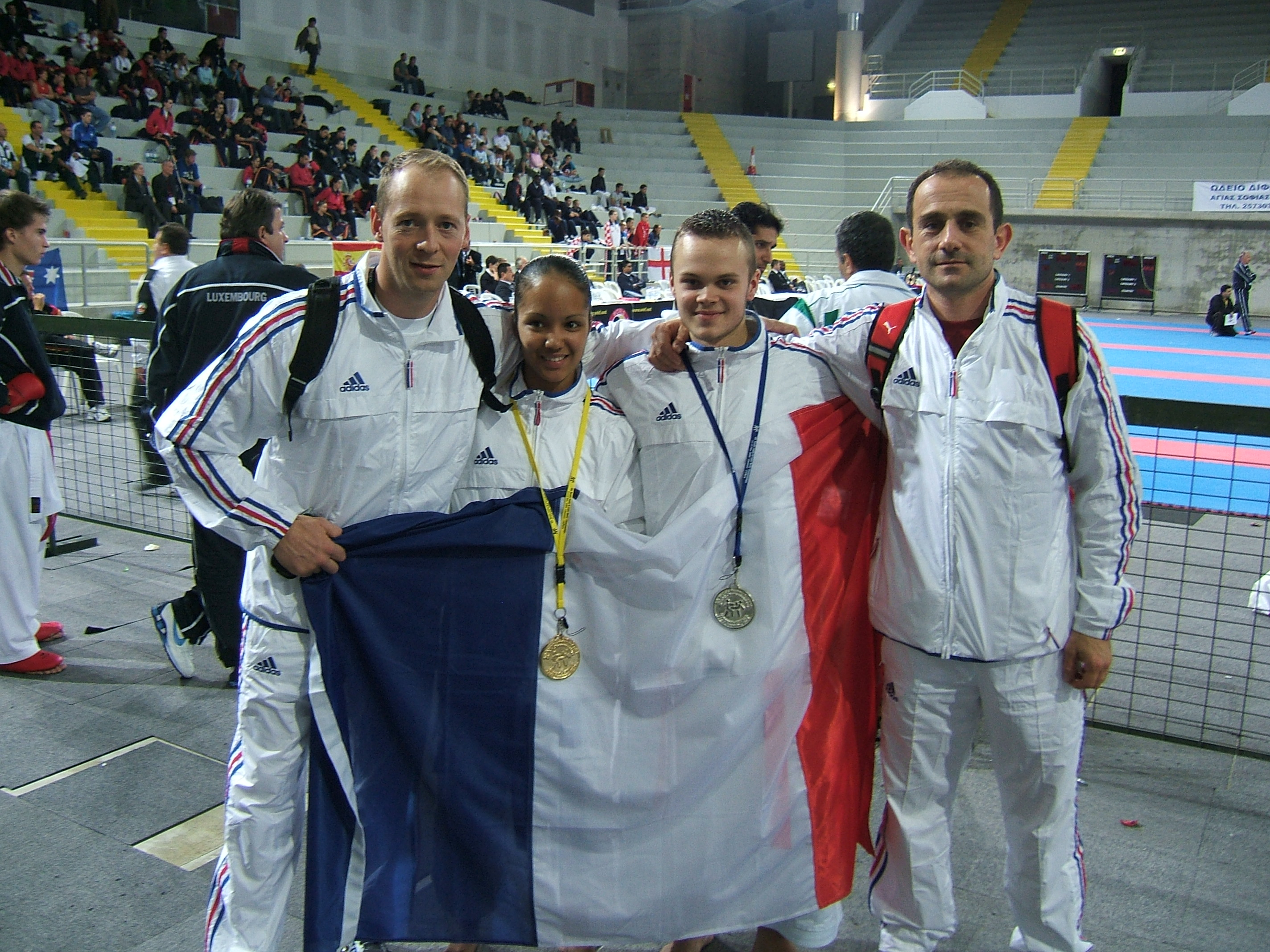
Les Français Emmanuelle Fumonde et Romain Lacoste, respectivement médaillés d'or et d'argent en kata individuel cadets au terme des championnats.

Les championnats du monde de karaté juniors et cadets 2005 ont eu lieu du 11 au 13 novembre 2005 à Limassol, à Chypre. Cette édition était la quatrième des championnats du monde de karaté juniors et cadets organisés tous les deux ans depuis 1999.

## Résultats

### Cadets

#### Kata
| Rang | Pays       | Karatéka      |
| ---- | ---------- | ------------- |
| 1    | Japon      | Y. Mogi       |
| 2    | France     | R. Lacoste    |
| 3    | Koweït     | Y. Al Harbi   |
| 3    | États-Unis | R. Reithmeier |

| Rang | Pays       | Karatéka           |
| ---- | ---------- | ------------------ |
| 1    | France     | Emmanuelle Fumonde |
| 2    | États-Unis | Eimi Kurita        |
| 3    | Égypte     | S. Sayed           |
| 3    | Autriche   | J. Stadler         |

#### Kumite

##### Kumitemasculin
| Rang | Pays        | Karatéka               |
| ---- | ----------- | ---------------------- |
| 1    | Iran        | A. Ajdadi Hasan Kiadeh |
| 2    | Azerbaïdjan | I. Quliyev             |
| 3    | Koweït      | A. Al-Mutairi          |
| 3    | Turquie     | I. Arapoglu            |

| Rang | Pays       | Karatéka      |
| ---- | ---------- | ------------- |
| 1    | Kazakhstan | R. Sagyndykov |
| 2    | Russie     | N. Tverskoy   |
| 3    | Allemagne  | Noah Bitsch   |
| 3    | Belgique   | J. Thaels     |

| Rang | Pays       | Karatéka    |
| ---- | ---------- | ----------- |
| 1    | Iran       | H. Zigsari  |
| 2    | Luxembourg | B. Feidt    |
| 3    | France     | J. Baptiste |
| 3    | Slovaquie  | M. Skovajsa |

| Rang | Pays        | Karatéka                  |
| ---- | ----------- | ------------------------- |
| 1    | Iran        | S. Hassanipoursefatazgomi |
| 2    | Azerbaïdjan | I. Shirinov               |
| 3    | Égypte      | A. Farag                  |
| 3    | Russie      | A. Rayushkin              |

| Rang | Pays                 | Karatéka             |
| ---- | -------------------- | -------------------- |
| 1    | Japon                | S. Choda             |
| 2    | Espagne              | A. Martinez Alguacil |
| 3    | Serbie-et-Monténégro | Slobodan Bitevic     |
| 3    | Iran                 | F. Abbaszadeh        |

| Rang | Pays                 | Karatéka       |
| ---- | -------------------- | -------------- |
| 1    | Allemagne            | Jonathan Horne |
| 2    | Serbie-et-Monténégro | A. Ivanovic    |
| 3    | Bosnie-Herzégovine   | E. Masovic     |
| 3    | Iran                 | Z. Poorshab    |

##### Kumiteféminin
| Rang | Pays       | Karatéka     |
| ---- | ---------- | ------------ |
| 1    | Japon      | M. Kawashima |
| 2    | Turquie    | S. Ozcelik   |
| 3    | Angleterre | J. Shilston  |
| 3    | Bulgarie   | M. Stoyanova |

| Rang | Pays             | Karatéka    |
| ---- | ---------------- | ----------- |
| 1    | États-Unis       | Eimi Kurita |
| 2    | Slovaquie        | D. Kubinska |
| 3    | Nouvelle-Zélande | L. Carr     |
| 3    | Angleterre       | A. Lloyd    |

| Rang | Pays      | Karatéka     |
| ---- | --------- | ------------ |
| 1    | Japon     | A. Ishizuka  |
| 2    | Finlande  | L. Wood      |
| 3    | Croatie   | A. Celan     |
| 3    | Slovaquie | I. Visnovska |

### Juniors

#### Épreuves individuelles

##### Kata
| Rang | Pays      | Karatéka         |
| ---- | --------- | ---------------- |
| 1    | Japon     | I. Oki           |
| 2    | Espagne   | F. Salazar Jover |
| 3    | Allemagne | J. Schinkoethe   |
| 3    | Tchéquie  | J. Tesarek       |

| Rang | Pays     | Karatéka       |
| ---- | -------- | -------------- |
| 1    | Japon    | R. Usami       |
| 2    | Italie   | Sara Battaglia |
| 3    | Grèce    | A. Bouloumpasi |
| 3    | Bulgarie | M. Dimitrova   |

##### Kumite

###### Kumitemasculin
| Rang | Pays    | Karatéka     |
| ---- | ------- | ------------ |
| 1    | Russie  | D. Radel     |
| 2    | Japon   | K. Doi       |
| 3    | Qatar   | A. Al Fehaid |
| 3    | Turquie | Y. Gundogdu  |

| Rang | Pays    | Karatéka          |
| ---- | ------- | ----------------- |
| 1    | Russie  | S. Sinyavskiy     |
| 2    | France  | Mathieu Cossou    |
| 3    | Brésil  | T. Henrique Silva |
| 3    | Sénégal | I. Seck           |

| Rang | Pays       | Karatéka                |
| ---- | ---------- | ----------------------- |
| 1    | Iran       | S. Hashemiana Taabadi   |
| 2    | Belgique   | Diego Davy Vandeschrick |
| 3    | France     | L. Dona                 |
| 3    | Kazakhstan | D. Kazakov              |

| Rang | Pays     | Karatéka    |
| ---- | -------- | ----------- |
| 1    | France   | C. Araminte |
| 2    | Brésil   | C. Duprat   |
| 3    | Italie   | Luigi Busà  |
| 3    | Portugal | N. Moreira  |

| Rang | Pays               | Karatéka    |
| ---- | ------------------ | ----------- |
| 1    | Bosnie-Herzégovine | G. Djekic   |
| 2    | Slovaquie          | A. Harnicar |
| 3    | France             | M. Alonso   |
| 3    | Italie             | V. Iarnone  |

| Rang | Pays                 | Karatéka      |
| ---- | -------------------- | ------------- |
| 1    | Serbie-et-Monténégro | A. Cecunjanin |
| 2    | Écosse               | Calum Robb    |
| 3    | Italie               | A. Iarnone    |
| 3    | ' Égypte             | M. Mohamed    |

###### Kumiteféminin
| Rang | Pays                 | Karatéka          |
| ---- | -------------------- | ----------------- |
| 1    | Brésil               | V. Kumizaji       |
| 2    | Serbie-et-Monténégro | Maja Jovanovic    |
| 3    | Égypte               | S. Abdelaziz      |
| 3    | France               | Elaine Groffilier |

| Rang | Pays    | Karatéka               |
| ---- | ------- | ---------------------- |
| 1    | Japon   | Yuka Sato              |
| 2    | Égypte  | Y. Gomaa               |
| 3    | Croatie | Petra Naranđa          |
| 3    | Espagne | Carmen Vicente Cabañas |

| Rang | Pays       | Karatéka     |
| ---- | ---------- | ------------ |
| 1    | Angleterre | Katie Hurry  |
| 2    | Japon      | Ayaka Arai   |
| 3    | Croatie    | Dijana Sales |
| 3    | Italie     | Laura Pasqua |

#### Épreuves par équipes

##### Kata
| Rang | Pays      | Karatékas                                                                  |
| ---- | --------- | -------------------------------------------------------------------------- |
| 1    | France    | Zakaria Bouchfira, Thierry Ha et David Pinto                               |
| 2    | Italie    | Alfredo Tocco, Erik Torre et Giannicola Trivisonno                         |
| 3    | Allemagne | Oliver Kronhardt, Jayson Schinkoethe et Roman Sztyler                      |
| 3    | Espagne   | Victor Martinez, Jose Luis Prado Gutierrez et Francisco Jose Salazar Jover |

| Rang | Pays                 | Karatékas                                                  |
| ---- | -------------------- | ---------------------------------------------------------- |
| 1    | Italie               | Sara Battaglia, Viviana Bottaro et Samantha Piccolo        |
| 2    | Serbie-et-Monténégro | Milena Milacic, Biserka Radulovic et Tijana Radulovic      |
| 3    | Espagne              | Yaiza Martin Abello, Marta Mendez et Paula Rodriguez Nieto |
| 3    | France               | Clothilde Boulanger, Sonia Fiuza et Jena Le                |

##### Kumite
| Rang | Pays        | Karatékas |
| ---- | ----------- | --- |
| 1    | Turquie     | Enes Erkan, Yucel Gundogdu, Gokhan Gunduz, Ömer Kemaloğlu, Murat Salih Kumaz, Yaser Sahintekin et Saner Topal  |
| 2    | Croatie     | Danil Domdjoni, Luka Gavranovic, Ivan Gorjanc, Goran Lucin, Ivan Puklavec, Tomislav Rasidagic et Pero Vucic    |
| 3    | Azerbaïdjan | Parviz Abdulkerimov, Rafael Ağayev, Shahin Atamov, Amal Atayev, Aliyev Jeyhun, Javid Karimov et Rustam Madadov |
| 3    | Tunisie     | Zied Ben Afia, Wajdi Dekhil, Mohamed Hédi Hannachi, Mohamed Amine Hasnaoui, Tarek Ouelhazi et Amine Tabib      |

| Rang | Pays      | Karatékas                                                           |
| ---- | --------- | ------------------------------------------------------------------- |
| 1    | Japon     | Tomoko Araga, Ayaka Arai et Yuka Sato                               |
| 2    | France    | Nolwen Casadio, Elaine Groffilier, Aurélie Keita et Émilie Lhommeau |
| 3    | Allemagne | Julia Rueckwardt, Silvia Sperner, Anzela Tazidinova et Katja Weser  |
| 3    | Croatie   | Ivana Bebek, Jelena Kovacevic, Petra Narandja et Dijana Sales       |